# Campremy
Campremy är en kommun i departementet Oise i regionen Hauts-de-France i norra Frankrike. Kommunen ligger i kantonen Froissy som tillhör arrondissementet Clermont. År 2022 hade Campremy 476 invånare.

## Befolkningsutveckling
Antalet invånare i kommunen Campremy
| Referens: INSEE |